# Whitharral

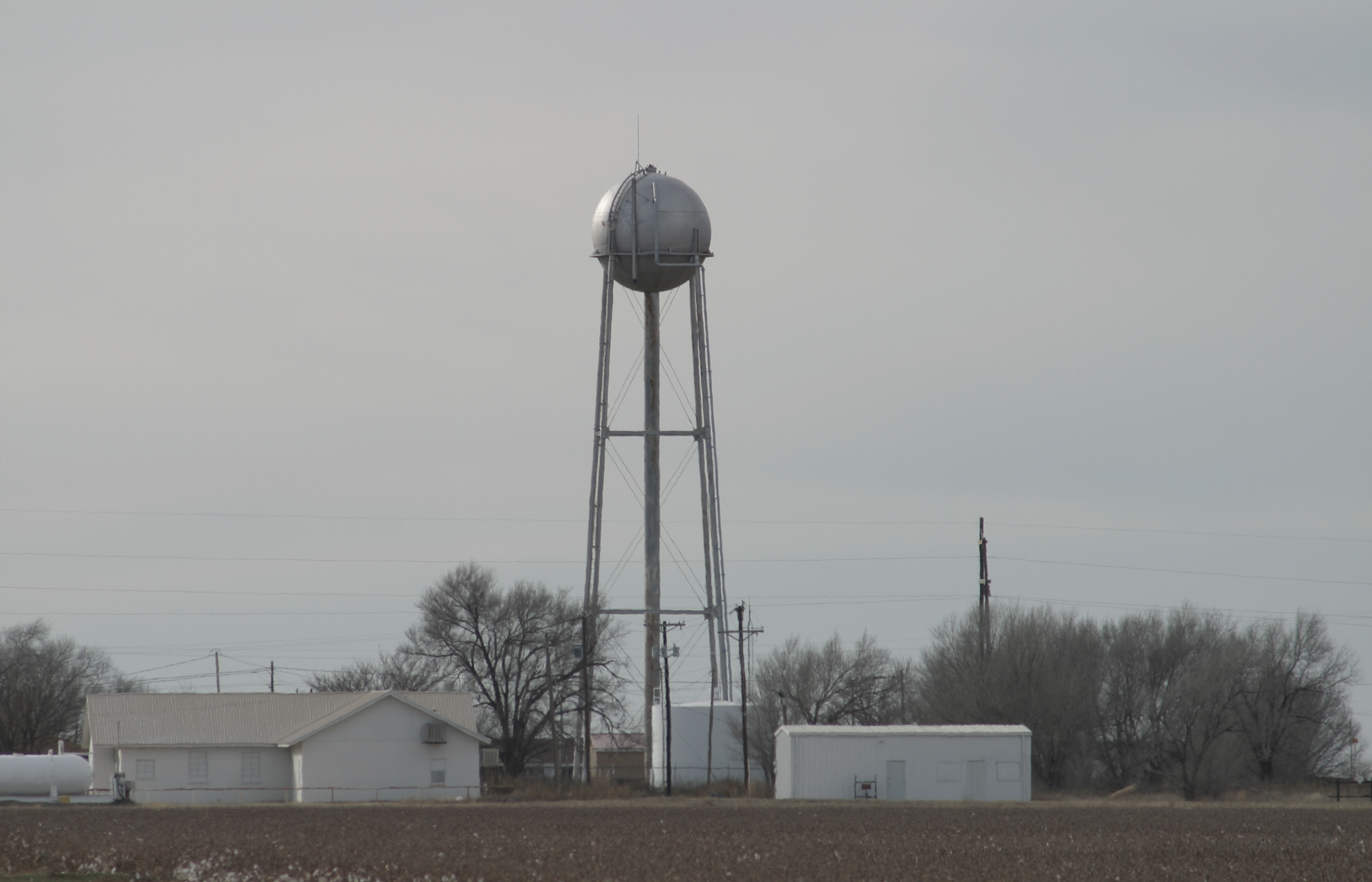

Whitharral é uma área não incorporada no condado de Hockley, estado do Texas, nos Estados Unidos. Whitharral foi fundada em 1924 após a venda de fazendas de George W. Littlefield. A cidade foi nomeada por um antigo colono com o nome de Whitfield Harral, ou possivelmente Harold Whitfield.